# Martín Flores Castañeda
Martín Flores Castañeda es un abogado y político mexicano. 
Estudió la licenciatura en derecho en la Universidad de Colima (1982-1987). En 1981 se afilió al Partido Revolucionario Institucional, iniciando sus actividades políticas en el municipio de Coquimatlán, donde fue presidente de Comité Seccional; secretario de acción electoral; y consejero político municipal. Ha sido Consejero político estatal (1997-) y nacional del PRI (2002-). Trabajó como auxiliar administrativo de la Cámara Nacional de Comercio en Colima, para luego trabajar como dictaminador de la Comisión Agraria Mixta (1985-1991). Fue Secretario General del Sindicato de Trabajadores al Servicio de Gobierno del Estado (1992-2007) y de la Unión de Sindicatos de Trabajadores al Servicio del Gobierno, Ayuntamiento y Organismos Descentralizados del Estado de Colima (2008-). 
Fue diputado propietario de la LIV Legislatura del Congreso del Estado de Colima (donde fue presidente de la Comisión de Responsabilidades y presidente de la Comisión de Estudios Legislativos) y diputado en la LVII Legislatura del Congreso del Estado de Colima (en donde fue presidente de la Comisión de Gobierno Interno y Acuerdos Parlamentarios).